# Württemberské království
Württemberské království (německy Königreich Württemberg) byl německý stát, který existoval od roku 1806 do roku 1918. Od roku 1871 bylo součástí Německého císařství. Württemberské království vzniklo v roce 1806, díky bratislavskému míru, v němž ho Napoleon povýšil z vévodství na království. Zaniklo v roce 1918, kdy vypukla tzv. listopadová revoluce nebo německá revoluce, jež vedla k vyhlášení republiky, která byla součástí německé Výmarské republiky. Metropolí bylo město Stuttgart. Vládla mu dynastie Württemberků.

## Historický přehled

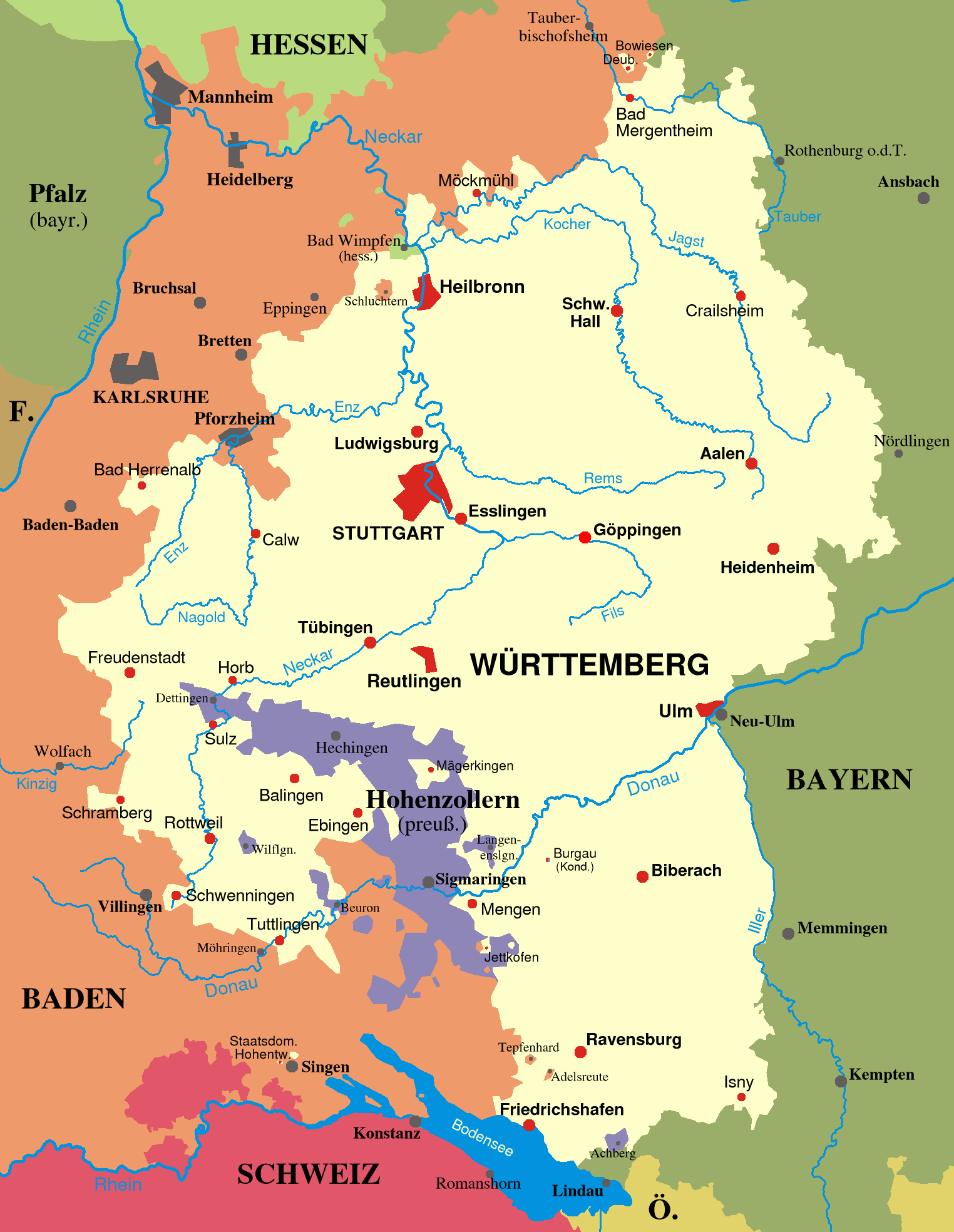
Württemberské království v letech 1810–1945

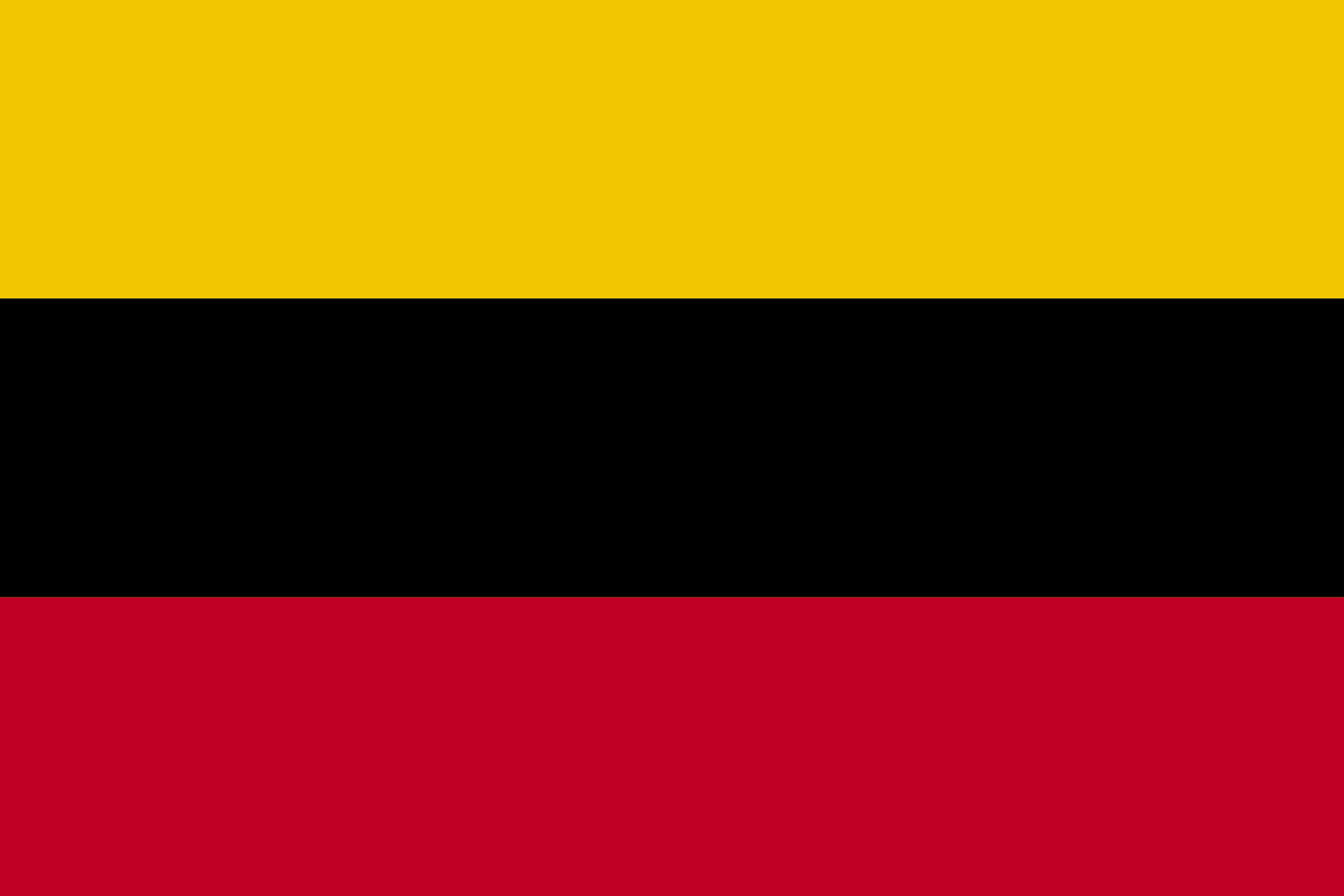
Vlajka do roku 1816

Württembersko vzniklo jako hrabství v průběhu 11. století. Roku 1495 se pod vládou Eberharda I. stalo vévodstvím. V roce 1803 učinil Napoleon Bonaparte z Württemberska kurfiřtství. Za vlády panovníka Fridricha I. po pádu Svaté říše římské roku 1806 povýšil Napoleon Württemberské vévodství na království. V roce 1815 na Vídeňském kongresu nebyl tento jeho status zrušen a byla mu ponechána všechna území. Württembersko se stalo nezávislým členem Německého spolku a roku 1834 vstoupilo do německého celního spolku.
V roce 1871 se jako většina zbylých nezávislých německých států stalo součástí Německého císařství, jehož bylo třetím největším státem.
V důsledku německé porážky v první světové válce se v listopadu 1918 úplně vyčerpané Německo vzdalo. Následně vypukla v Berlíně, takzvaná listopadová či německá revoluce, jež se rozšířila po celém Německém císařství. Jejím důsledkem bylo, že byly zrušeny či padly všechny německé monarchie včetně samotného Německého císařství. Dne 22. listopadu 1918 zde byla po odstoupení posledního krále Viléma II. vyhlášena republika resp. Svobodný lidový stát Württembersko (německy Freie Volksstaat Württemberg), který byl do 1933 spolkovou zemí tzv. Výmarské republiky.

## Seznam württemberských králů

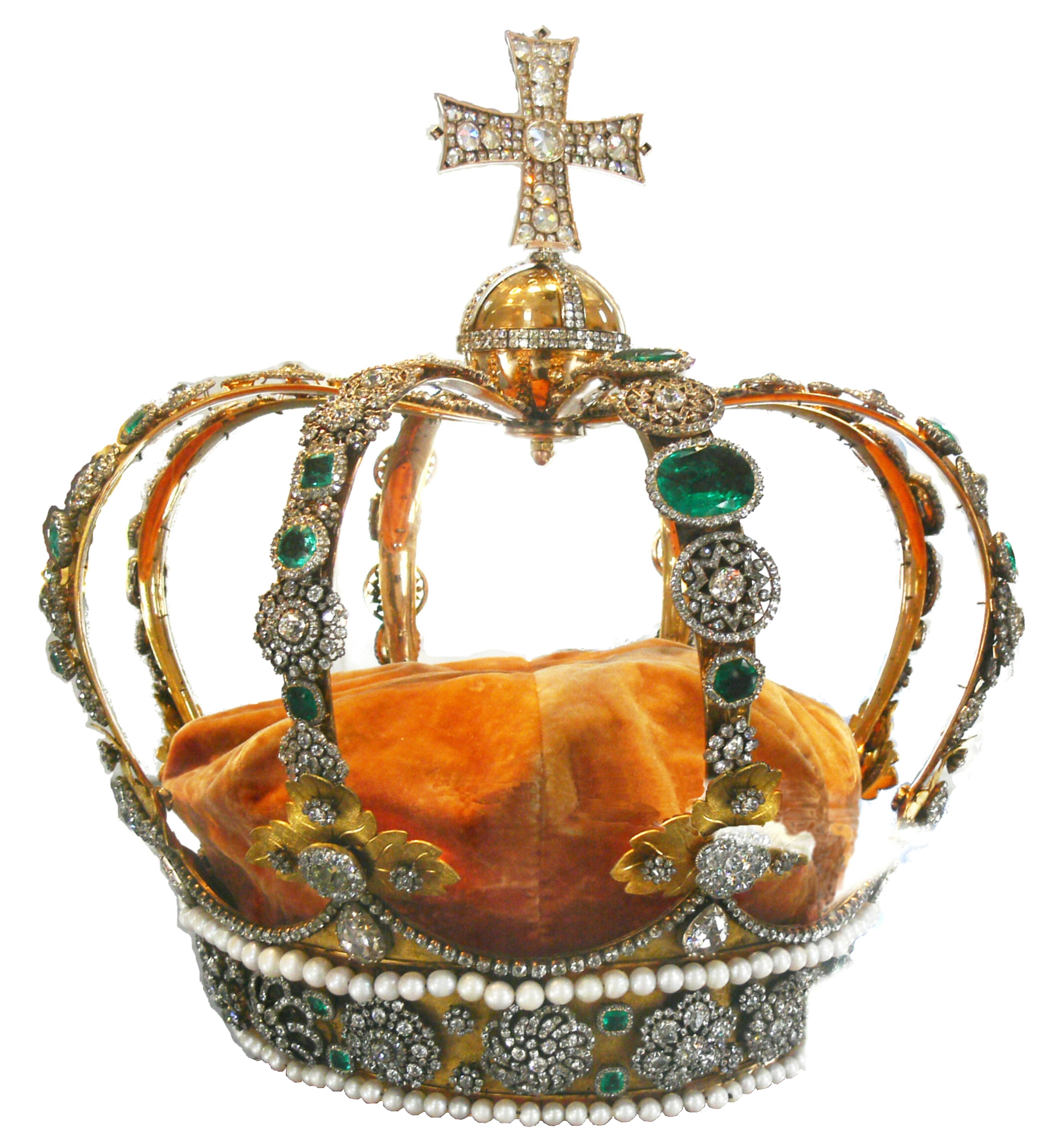
Württemberská královská koruna

- Fridrich I. (1806–1816) – do roku 1806 vévoda Württemberský, v letech 1803–1806 kurfiřt
- Vilém I. (1816–1864)
- Karel I. (1864–1891)
- Vilém II. (1891–1918)